# Choren Industries
Die Choren Industries GmbH war ein deutsches Unternehmen der chemischen Industrie in Freiberg (Sachsen). Das Unternehmen betrieb als erstes Unternehmen weltweit eine Anlage zur Herstellung des synthetischen BtL-Kraftstoffs auf der Basis von Biomasse (Waldrestholz, Altholz). Über das Vermögen der Choren Industries GmbH wurde im Juli 2011 die vorläufige Insolvenzverwaltung angeordnet; in Folge wurden die Vermögenswerte verkauft und das Restunternehmen liquidiert.

## Entwicklung der BtL-Kraftstoffe
BtL-Kraftstoffe werden als Biokraftstoffe der zweiten Generation vor allem in Europa stark gefördert. Die Herstellung basiert auf der Fischer-Tropsch-Synthese aus Synthesegas, das aus Biomasse gewonnen werden kann. Hierbei handelt es sich um eine Weiterentwicklung bestehender Techniken für die Herstellung synthetischer Kraftstoffe aus Kohle (CtL-Kraftstoff) und Erdgas (GtL-Kraftstoff). Es gibt noch keine großtechnische BtL-Produktion, einzelne Pilotprojekte sind allerdings angelaufen.
Die Choren Industries baute in Freiberg ein erstes Werk für die Produktion des von ihnen als SunFuel für Ottomotoren und SunDiesel für Dieselmotoren bezeichneten BtL-Kraftstoffs mit einer Kapazität von 15.000 Tonnen pro Jahr, das im Herbst 2009 die Produktion aufnehmen sollte. Bei dem dort eingesetzten Carbo-V-Verfahren wird die Biomasse zunächst verschwelt. Die Verschwelungsprodukte werden in einem Flugstromreaktor mit Sauerstoff zu einem Synthesegas umgesetzt. Aus dem konditionierten Synthesegas wird durch Fischer-Tropsch-Synthese BTL-Diesel erzeugt. Der gesamte Prozess findet an einem Standort statt. Die Entwicklung des Carbo-V-Verfahrens von Choren erfolgte in einer Kooperation mit den Autoherstellern Volkswagen, der Mercedes-Benz Group und dem Energieunternehmen Royal Dutch Shell.
Im Januar 2010 kündigte Choren den Bau einer BtL-Anlage in Frankreich gemeinsam mit dem Unternehmen CNIM (Constructions Industrielles de la Méditerranée SA) an, die nach Fertigstellung im Jahr 2014 jährlich mindestens 23.000 Tonnen BtL-Kraftstoff produzieren soll.

## Gesellschafter
Der Unternehmensgründer Bodo Wolf wirkte bis zu seinem Ausstieg im Jahre 2005 als Geschäftsführer und Gesellschafter in Personalunion.
VW und Daimler waren seit 2007 als Minderheitsgesellschafter an Choren Industries beteiligt. Daneben waren auch mehrere Privatpersonen aus Norddeutschland beteiligt, Hauptgesellschafter und Initiator des Projekts war Michael Saalfeld, der Mehrheitsbesitzer des Energieversorgers Lichtblick. Shell war von 2005 an als Minderheitsgesellschafter beteiligt und verkaufte seine Anteile im November 2009 an die damals verbliebenen Gesellschafter.

## Die Unternehmen der Choren-Gruppe
Choren Industries GmbH, ehemalige Muttergesellschaft der Unternehmensgruppe, hatte ihren Sitz in Freiberg. Der Unternehmensbereich Biomassebeschaffung befand sich in Hamburg. Am Standort Freiberg befand sich außerdem die Choren Components GmbH und die Choren Fuel Freiberg GmbH & Co. KG. Zur Choren-Gruppe außerhalb Europas gehörten die Choren USA LLC und die Choren Energy Chemical Technology (Beijing) Co.

## Insolvenz
Am 8. Juli 2011 hat die Choren Industries zusammen mit ihren zwei deutschen Tochtergesellschaften Insolvenz angemeldet. Als Grund werden „Finanzierungsschwierigkeiten bei der Inbetriebnahme der Synthesegas-Demonstrationsanlage“ genannt. Allerdings berichtete der MDR im August 2011 von Pannen, geschönten Zahlen und sehr geringen Produktionsmengen. Nach diesem Report seien mindestens 30 Millionen Euro Fördermittel in ein Potemkinsches Dorf geflossen, ohne die Wirksamkeit des Verfahrens wissenschaftlich zu begleiten und zu überprüfen, wie es in vergleichbaren Projekten üblich sei. Demgegenüber meinte Robert Rapier, ein international renommierter Biosprit-Experte, dass die Insolvenz von Choren weniger prinzipiell unlösbaren Problemen als den Schwierigkeiten beim Übergang von einer Demonstrationsanlage in die industrielle Produktion zuzuschreiben sei.
Das Geschäftsfeld Kurzumtriebsplantagen und Biomassestrategie wurde Ende 2011 über ein Management-Buy-out aus der Choren-Insolvenzmasse herausgelöst und in gleicher personeller Besetzung unter der neuen Firmierung Lignovis GmbH fortgeführt.

## Carbo-V Technologie
Im Februar 2012 hat die Linde Engineering Dresden GmbH die Rechte an der Carbo-V® Technologie übernommen. Diese wurden Anfang 2013 an die Forest BtL Oy lizenziert, einem Gemeinschaftsunternehmen der finnischen Firmen Vapo Oy und Metsä Group. Die Technik sollte im Ajos Projekt zur Anwendung kommen, welches mit EU-Fördermitteln unterstützt wird. Anfang 2014 zog sich Vapo aus dem Projekt zurück, welches nun von der chinesischen Sunshine Kaidi New Energy Group weitergeführt wird. Das Projekt soll bis Ende 2019 fertiggestellt werden.
Auf dem Workshop 2014 der IEA Task 33 stellte Linde die mittlerweile durchgeführten Verbesserungen der Produktionspläne vor, die unter anderem eine Reduktion der benötigten Bauteile und Steigerung der Prozesseffizienz beinhalten.